# Тангале (язык)
Тангале (также тангле, биллири; англ. tangale, tangle, billiri; самоназвание: taŋlɛ) — чадский язык, распространённый в восточных районах Нигерии, язык народа тангале. Входит в группу боле-тангале западночадской языковой ветви.
Численность говорящих — около 130 000 человек (1995).
Тангале имеет в значительной степени развитый фонемный состав. В систему вокализма включают 9 кратких и 9 долгих гласных фонем; отмечается явление сингармонизма гласных, очень редко встречающегося в чадских языках. Для консонантной системы характерно распространение глоттализованных, лабиализованных и преназализованных согласных. И гласные, и согласные подвержены разного рода морфонологическим позиционным изменениям.
В области морфологии отмечаются отсутствие формальных различий по роду и числу у существительных; наличие форм мужского и женского рода у местоимений 2-го и 3-го лица.
Письменность основана на латинском алфавите.

## О названии
Самоназвание языка и народа тангале — taŋlɛ, в соответствии с ним для языка тангале употребляется такой вариант названия языка как тангле. Распространено также локальное название языка — биллири — по наименованию одного из наиболее крупных диалектов тангале.

## Классификация
В соответствии с классификацией чадских языков, предложенной американским лингвистом П. Ньюманом, язык тангале вместе с языками беле, боле (боланчи), дено (куби), галамбу, гера, герума, канакуру (дера), карекаре, кирфи, купто, квами, маха, нгамо, перо и пийя (вуркум) входит в группу боле западночадской языковой ветви (в других классификациях, включая классификацию, опубликованную в лингвистическом энциклопедическом словаре в статье В. Я. Порхомовского «Чадские языки», данная группа упоминается под названием боле-тангле, или боле-тангале). Согласно исследованиям П. Ньюмана, в пределах группы боле (или A.2) язык тангале включается в кластер языков собственно тангале подгруппы тангале, сама же группа входит в подветвь западночадских языков A. Эта классификация приведена, в частности, в справочнике языков мира Ethnologue. Язык тангале включается в группу боле-тангале подветви собственно западночадских языков также и в классификации, опубликованной в работе С. А. Бурлак и С. А. Старостина «Сравнительно-историческое языкознание».
В базе данных по языкам мира Glottolog даётся более подробная классификация языков подгруппы тангале. В ней язык тангале вместе с языками кутто и кваами образует кластер тангале-квами-купто. Вместе с языками перо и куши, а также вместе с кластером пийя-квончи кластер тангале-квами-купто отнесён к объединению языков собственно тангале, противопоставленному языку дера. Языки собственно тангале и язык дера образуют подгруппу тангале, которая вместе с подгруппой боле объединяется в группу западночадских языков A A.2.
В классификациях афразийских языков чешского лингвиста В. Блажека и британского лингвиста Р. Бленча предлагаются иные варианты состава языков подгруппы тангале и иная точка зрения на место этой подгруппы в рамках западночадской ветви языков.
Так, в классификации В. Блажека язык тангале отнесён к подгруппе языков боле-тангале, в которой представлены два языковых объединения: в первое вместе с тангале входят языки перо и дера, во второе — боле, нгамо, маха, гера, кирфи, галамбу, карекаре, герума, дено, куби и беле. Подгруппа боле-тангале вместе с ангасской подгруппой в данной классификации являются частью боле-ангасской группы, входящей в свою очередь в одну из двух подветвей западночадской языковой ветви.
В классификации же Р. Бленча язык тангале вместе с языками кваами, перо, пийя-квончи (пийя), кхолок, ньям, куши (годжи) и кутто образует языковое единство, входящее в объединение «b» (южные боле) подгруппы боле группы боле-нгас подветви западночадских языков A.

## Лингвогеография

### Ареал и численность
Область распространения языка тангале размещена в восточной Нигерии на территории штата Гомбе — в районах Биллири, Калтунго, Акко, Баланга и Шонгом. В ареале языка тангале расположен город Гомбе.
Ареал тангале с северо-запада, юга и запада окружён ареалами близкородственных западночадских языков. С северо-запада область распространения языка тангале граничит с ареалами языков боле и кваами, с запада — с ареалом языка хауса, с юга — с ареалами языков перо и куши. Помимо ареала хауса к западу от области распространения тангале расположен ареал бенуэ-конголезского джукуноидного языка хоне. На северо-востоке к ареалу тангале примыкают ареалы центральночадских языков тера и джара. На востоке ареал тангале граничит с ареалами адамава-убангийских языков бурак, бангвинджи, дадийя, тула, авак, ваджа и камо. Кроме этого, в северных и западных территориях распространения тангале размещены небольшие островные ареалы языка центральный канури.
Численность носителей языка тангале по данным 1952 года составляла 36 000 человек, по данным 1973 года — 100 000 человек. Согласно данным справочника Ethnologue, численность говорящих на языке тангале в 1995 году достигала 130 000 человек. По современным оценкам сайта Joshua Project численность носителей этого языка составляет 246 000 человек (2017).

### Социолингвистические сведения
Согласно данным сайта Ethnologue, по степени сохранности язык тангале относится к так называемым стабильным, или устойчивым, языкам, так как он активно используется в устном бытовом общении представителями этнической общности тангале всех поколений, включая детей. Языком тангале как вторым языком владеют также носители западночадского языка пийя-квончи и бенуэ-конголезского джукуноидного языка хоне. Литературной формы у языка тангале нет. По вероисповеданию представители этнической общности тангале в основном являются христианами, часть тангале — мусульмане (10 %), часть придерживаются традиционных верований (5 %).

### Диалекты
Область распространения языка тангале делится на два диалектных ареала: западный, представленный диалектом биллири, и восточный, в который входят диалекты калтунго, туре и шонгом.

## Письменность
О языке тангале написаны и изданы несколько книг, в частности, опубликованы словарь и грамматика, на язык тангале сделаны три перевода Нового завета в 1932, 1953 и 1963 годах, а также переводы некоторых других частей Библии. Современное письмо, основанное на латинское алфавите, используется с 1963 года.

## Лингвистическая характеристика

### Фонетика и фонология

#### Гласные
Система вокализма языка тангале состоит из 18 гласных фонем. Гласные различаются по степени подъёма языка, по ряду, по наличию или отсутствию лабиализации и по долготе:
| подъём         | ряд               | ряд               | ряд             | ряд             |
| подъём         | передний          | передний          | задний          | задний          |
| подъём         | нелабиализованные | нелабиализованные | лабиализованные | лабиализованные |
| подъём         | долгие            | краткие           | долгие          | краткие         |
| -------------- | ----------------- | ----------------- | --------------- | --------------- |
| верхний        | i: ɪ:             | i ɪ               | ʊ: u:           | ʊ u             |
| средне-верхний | e:                | e                 | o:              | o               |
| средне-нижний  | ɛ:                | ɛ                 | ɔ:              | ɔ               |
| нижний         | a:                | a                 |                 |                 |

#### Просодия
Тангале является тональным языком. Для него характерно наличие двух основных тоновых уровней: высокого и низкого. Слоги с низким уровнем составляют порядка 80 % от всех слов языка тангале.